# Steinen, Lörrach
Steinen, Lörrach là một đô thị trong huyện Lörrach bang Baden-Württemberg thuộc nước Đức. Đô thị Steinen, Lörrach có diện tích 46,86 km², dân số là 10.023 người. Thị xã nằm bên sông Wiese, 15 km về phía đông bắc Basel, và 6 km về phía đông bắc Lörrach.